# Hollis Conway
Hollis Conway, född 8 januari 1967, är en amerikansk före detta höjdhoppare. Conway har två olympiska medaljer i höjdhopp, ett silver från Seoul 1988 och ett brons från Barcelona 1992. 1991 tog han VM-guld inomhus i Sevilla. Hans personbästa är 2,40 m. Han avslutade sin aktiva karriär 2000.